# Collines (Burundi)

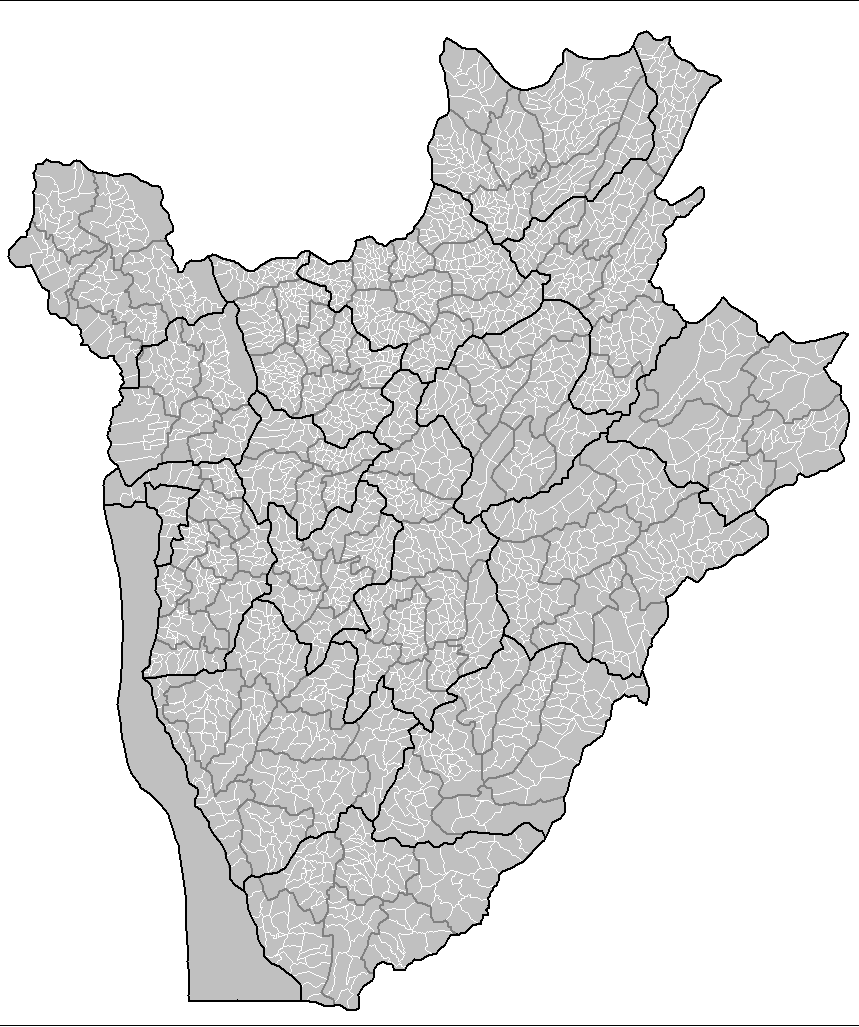
Verwaltungseinheiten in Burundi: Provinzen (schwarz), Kommunen (grau) und Collines (weiß umrandet)

Collines (frz. Hügel) sind die subnationalen Verwaltungseinheiten auf der untersten Verwaltungsebene in Burundi.  Das Staatsgebiet Burundis ist in Provinzen, diese in Kommunen und diese wiederum in Collines untergliedert.